# Fisnik Asllani
Fisnik Asllani (* 8. August 2002 in Berlin) ist ein kosovarisch-deutscher Fußballspieler. Er steht bis 2029 bei der TSG 1899 Hoffenheim unter Vertrag.

## Karriere

### Verein
Fisnik Asllani wechselte 2016 aus der Jugend des BFC Dynamo zum 1. FC Union Berlin. Dort durchlief er die Nachwuchsabteilung bis zur A-Jugend und tat sich durch seine hohe Trefferzahl hervor – in der B-Junioren-Bundesliga erzielte er 2018/2019 23 Tore in 23 Spielen, in der darauffolgenden Saison der A-Junioren-Bundesliga 15 Tore in 16 Spielen. Beim 13:0-Heimsieg gegen die U19-Mannschaft von Holstein Kiel, dem historisch höchsten Sieg der Junioren-Bundesliga, erzielte Asllani fünf Treffer.
Obwohl Asllani von Union-Trainer Urs Fischer mehrfach mit ins Trainingslager der Zweit- und später Bundesligamannschaft genommen wurde, erhielt er keinen Profivertrag in Berlin. Zur Saison 2020/2021 wechselte er zur TSG 1899 Hoffenheim, wo er für die Zweite Mannschaft in der Fußball-Regionalliga Südwest auflief.
Am 20. November 2021 gab Fisnik Asllani sein Bundesligadebüt im Spiel gegen RB Leipzig, bei dem er in der 89. Minute eingewechselt wurde. Im Januar 2022 rückte er fest in den Profikader auf.
Ende August 2023 wurde er für den Rest der Spielzeit nach Österreich zum Bundesligisten FK Austria Wien ausgeliehen. Während der Leihe kam er zu 16 Bundesligaeinsätzen, in denen er viermal traf.

#### SV Elversberg
Für die Saison 2024/25 wechselte er leihweise in die 2. Bundesliga zur SV Elversberg. Am 12. April 2025 erzielte Asllani beim 3:1-Sieg der Elversberger in Hannover den ersten Hattrick seiner Profilaufbahn. In Elversberg gehörte er zu den Leistungsträger und trug dazu bei, dass Elversberg mit dem 3. Tabellenplatz  in der 2. Bundesliga ihr bislang erfolgreichstes Jahr erlebte. Mit 18 Toren belegte Asllani zum Saisonende Platz 3 der Torschützenliste. Zudem war er mit 27 Punkten zweitbester Scorer der Liga.

#### TSG 1899 Hoffenheim
Wie am 13. Juli 2025 bekannt wurde, hat die TSG 1899 Hoffenheim den im Sommer 2026 auslaufenden Vertrag mit dem Stürmer vorzeitig bis 2029 verlängert.

### Nationalmannschaft
Asllani bestritt ab dem Jahr 2018 zunächst mindestens vier Spiele für die kosovarische U-17-Nationalmannschaft, bevor er ab Dezember 2019 zunächst für die U18 und ab dem Jahr 2022 für die U20 des DFB zu neun Einsätzen kam, bei denen ihm insgesamt vier Tore gelangen. Im Dezember 2023 wurde bekannt, dass Asllani zukünftig für die Nationalmannschaft von Kosovo spielt. Sein Debüt für den Kosovo gab er anschließend im September 2024 in der UEFA Nations League gegen Rumänien.